# Ліваковський Сергій Сергійович
Сергі́й Сергі́йович Лівако́вський — капітан медичної служби запасу Збройних сил України.

## Нагороди
21 серпня 2014 року — за особисту мужність і героїзм, виявлені у захисті державного суверенітету та територіальної цілісності України, вірність військовій присязі під час російсько-української війни, відзначений — нагороджений орденом Богдана Хмельницького ІІІ ступеня.